# Большой ежовый тенрек
Большой ежовый тенрек (лат. Setifer setosus) — вид тенрековых, единственный в роде Setifer.
Внешне и по способу защиты от врагов этот вид очень напоминает обыкновенного ежа, но не является его родственником. Их сходство — типичный пример конвергентной эволюции. Большой ежовый тенрек весит до 300 г и покрыт очень острыми иглами. При нападении хищника он сворачивается в шар, защищая лишённые игл морду и брюхо.
Это ночной всеядный зверёк.
Вид является эндемичным для Мадагаскара. Обычный вид на востоке острова. Его среда обитания — субтропические и тропические сухие леса, субтропические и тропические влажные низменные леса, горные леса, вечнозелёный кустарник, сухая и влажная саванна, горные луга и даже города. В юго-западной части острова его замещает малый тенрек.